# Луїс Ройо
Луїс Ройо (ісп. Luis Royo) — іспанський художник, що працює в жанрі фантастики. Автор обкладинок фантастичних книг, музичних альбомів, коміксів. Лауреат премії «Мандрівник» 2002 року.

## Біографія
Ройо народився в місті Оллан, Іспанія в 1954 році. Закінчив школу дизайну в м. Сарагоса за фахом дизайнер інтер'єрів. Паралельно зайнявся живописом, з середини 70-х беручи участь в професійних виставках. У 1981 році Луїс почав працювати в Heavy Metal Magazine, малюючи комікси. З 1983 працює як ілюстратор для книжкових і журнальних обкладинок, переїжджаючи по Європі та Америці. Найбільш відомими роботами Ройо стали зображення оголених жінок у фантастичних антуражах, іноді зі зброєю. Цей стиль ріднить його з  Борисом Вальєхо і  Френком Фразетті. Власна творчість Ройо вплинуло на ряд сучасних художників, серед яких можна назвати  Вікторію Франсес.
Луїс виступив художником-аніматором мультфільму  Важкий Метал, а також оформлювачем обкладинки комп'ютерної гри Heavy metal f.a.k.k. 2.

## Творчість

### Альбоми
- Anthologie Luis Royo Band 1: (von 4) Comics 1979—1982 (Комікс)
- Anthologie Luis Royo Band 2: (von 4) Comics 1981—1983 (Комікс)
- Women (1992)
- Malefic (1994)
- Secrets (1996)
- III Millennium (1998)
- Dreams (1999)
- Prohibited Book (1999)
- Evolution (2001)
- Prohibited Book II (2001)
- Conceptions (2002)
- Visions (2003)
- Prohibited Book III (2003)
- Art Fantastix Platinum. The Art of Luis Royo
- Conceptions II (2003)
- Prohibited Sketchbook (2004)
- The Labyrinth Tarot (2004)
- Conceptions III (2005)
- Subversive Beauty (2006)
- Wild Sketches (2006)
- Dark Labyrinth (2006)
- Wild Sketches II (2007)
- Dome (2007)
- Fantastic Art (2004) (Збірник)
- Wild Sketches III (2008)
- Dead Moon (2009)
- Dead Moon. Epilogue (2009)

### Портфоліо
- Warm Winds (1996)
- III Millenuim (1998)
- Striptease (2000)
- Tattoos (2000)
- Chains (2003)
- Prohibited Sex (2003)
- Subversive Beauty Tattoo & Piersing (2005)
- Dead Moon. Portfolio (2009)
- Dead Moon. Epilogue. Portfolio (2009)